# Svetlana Abrosimova
Svetlana Abrosimova (9 de julho de 1980) é uma basquetebolista profissional russa.

## Carreira
Svetlana Abrosimova integrou a Seleção Russa de Basquetebol Feminino, em Pequim 2008, que conquistou a medalha de bronze.